# Ильюшино (посёлок, Тверская область)
Ильюшино — поселок в Нелидовском городском округе Тверской области.

## География
Находится в юго-западной части Тверской области на расстоянии приблизительно 14 км по прямой на север-северо-запад от города Нелидово.

## История
Если на карте 1941 года еще не был отмечен, то на карте 1980 года уже есть. До 2018 года входил в состав ныне упразднённого Нелидовского сельского поселения.

## Население
Численность населения: 31 человек (русские 97 %) в 2002 году, 16 в 2010.